# Adriaen Coorte
Adriaen Coorte (fl. XVII secolo) è stato un pittore olandese, attivo a  Middelburg verso la fine del XVII secolo.

## Biografia

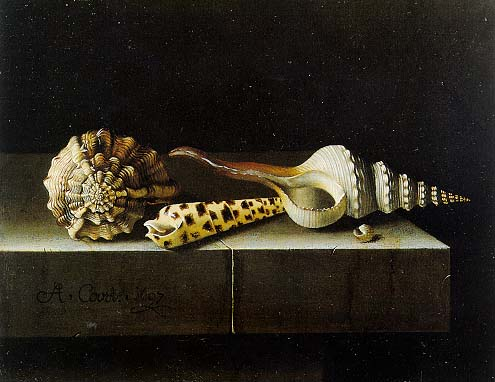
Le conchiglie, 1697

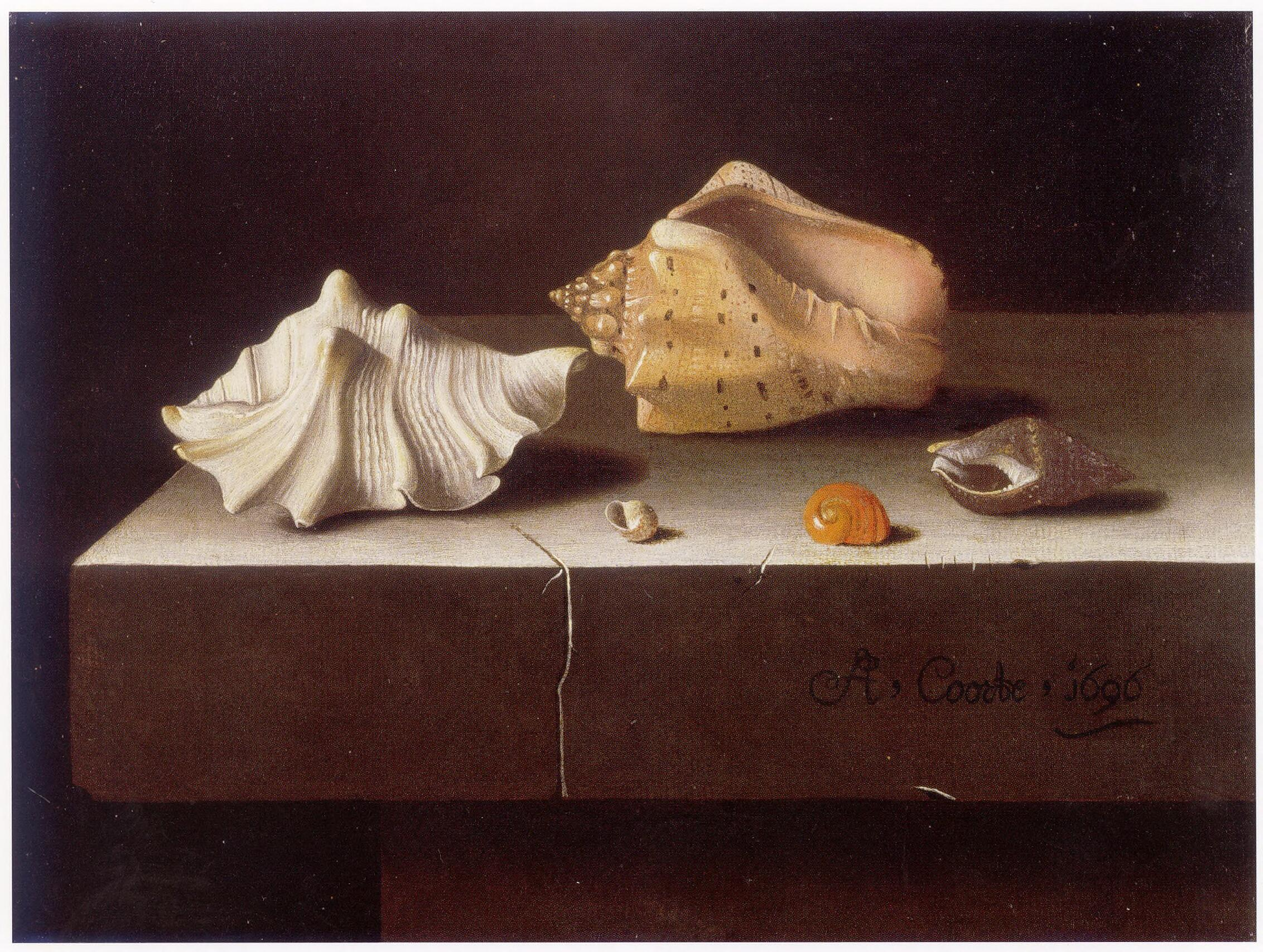
Le conchiglie, Louvre, Parigi, 1696

Si ignorano i dati precisi della sua biografia, ma si conoscono soltanto alcune nature morte, datate dal 1683 al 1707. Subì senza dubbio l'influsso di Isaac van Duynen di Dordrecht, ma attivo all'Aia. Si tratta di un maestro minore molto piacevole, quasi naif nella sua limitata perfezione, che predilige dipingere, con una maniera tutta fondata sulla finezza, un grappoletto di uva o di ribes oppure due o tre pesche. Alcuni tipici esempi della sua produzione sono Le conchiglie, ora al Louvre di Parigi, e il Mazzo di asparagi, del Rijksmuseum di Amsterdam, posati all'estremità di una lastra di pietra e distaccati in modo quasi illusionistico su un fondo scuro e vuoto, che dà un tocco di astrattismo.
In questo modo, Coorte raggiunge una rara poesia dell'oggetto in una atmosfera di grande modestia e si riallaccia all'antica tradizione di Bosschaert e di Balthasar van der Ast, avvicinandosi addirittura a Jan van de Velde. Coorte può essere consideraro come il tipo per eccellenza dei maestri minori, che sono stati rivalutati nella nostra epoca.